# Катастрофа Як-40 под Ждановом
Катастрофа Як-40 под Ждановом — авиационная катастрофа, произошедшая в утро среды 30 марта 1977 года у Жданова. Авиалайнер Як-40 Днепропетровского ОАО предприятия «Аэрофлот» завершал регулярный местный рейс Н-925 по маршруту Днепропетровск — Жданов, но при заходе на посадку в Ждановском аэропорту при сложных погодных условиях лайнер опустился значительно ниже глиссады. Вскоре лайнер зацепил столб и врезался в землю, полностью разрушившись. Из находившихся на его борту 28 человек — 24 пассажиров и 4 членов экипажа погибли 8 человек, выжили 20, из которых 2 получили ранения.

## Самолёт
Як-40 с бортовым номером 87738 (заводской — 9010310, серийный — 10-03) был выпущен Саратовским авиационным заводом 2 марта 1970 года и передан Министерству гражданской авиации СССР, которое 12 марта направило его в Днепропетровский авиаотряд Украинского территориального управления гражданского воздушного флота. На момент катастрофы авиалайнер имел 5894 часа налёта и 6777 посадок.

## Экипаж и пассажиры

### Экипаж
Состав экипажа рейса Н-925 был из 327-го лётного отряда Днепропетровского ОАО, в состав которого входили 4 человека:
- Командир воздушного судна (КВС) — Александр Михайлович Прибыток;
- Второй пилот — Василий Алексеевич Перепаденко;
- Бортмеханик — Евгений Иванович Курбатов;

В салоне авиалайнера работала стюардесса Валентина Аркадьевна Прима.

### Пассажиры
Из 24 человек на борту находился бортмеханик из 64-го лëтного отряда Белорусского УГА

## Катастрофа
30 марта 1977 года в 06:59 местного времени (07:59 МСК) рейс Н-925 вылетел с 24 пассажирами (включая одного незарегистрированного — бортмеханика из 64 отдельного авиаотряда Белорусского УГА) и 4 членами экипажа из Днепропетровского аэропорта с 24 пассажирами (включая одного незарегистрированного — бортмеханика из 64 отдельного авиаотряда Белорусского УГА) и 4 членами экипажа, а рейс выполнял Як-40 борт СССР-87738, летящий из Днепропетровска в Жданов. Всего на его борту находились 28 человек — 24 пассажира и 4 члена экипажа.
При подходе к Жданову и после входа в воздушную зону Ждановского аэропорта экипаж при связи с диспетчером не назвал предпочтительную схему посадки. В свою очередь, диспетчер этого не стал требовать. Однако, исходя из того, что экипаж согласился проверить работу курсо-глиссадной системы СП-50, а затем выставил сигнализатор опасной высоты на 50 метров, можно сделать предположение, что рассчитывалось выполнить заход по ней. В это время небо над Ждановым было покрыто отдельными облаками, дул слабый северо-восточный ветер, стояла дымка, а видимость составляла 2000 метров.
Як-40 выполнял заход на посадку по магнитному курсу 15° (с севера) и уже выполнял четвёртый разворот, когда с диспетчером связался экипаж Ил-18Б борт СССР-75749 Бакинского авиаотряда, который попросил обеспечить посадку с магнитным курсом 195° (с юга). Ничего не сказав экипажу Як-40, диспетчер выключил систему СП-50 и приводные радиостанции для захода с курсом 15° и включил систему для захода с курсом 195°. Завершивший четвёртый разворот и вышедший на предпосадочную прямую экипаж Як-40 запросил включить снова систему СП-50, что диспетчер и выполнил. Но приводные радиостанции включаются в работу только через 25—30 секунд, а система СП-50 и вовсе через 2 минуты 50 секунд — 3 минуты, тогда как Як-40 уже был менее чем в двух с половиной минут полёта от аэропорта. Таким образом, экипаж в данной ситуации не мог использовать при заходе на посадку систему СП-50, а система ОСП могла быть использована только начиная с расстояния 5—6 километров до ВПП.
Когда Як-40 вошёл в глиссаду, но экипаж этого не доложил, как и не доложил о готовности в посадке, а начал снижаться с вертикальной скоростью 4 м/с, которая при подлёте к ДПРМ в 5—6 километрах от входного торца ВПП была снижена до 2 м/с и сохранялась до пролёта ДПРМ, что было выполнено на установленной высоте. Такое замедление снижения позволяет сделать вывод, что пилоты теперь вели самолёт по ОСП. Далее вертикальная скорость была вновь увеличена до 4 м/с. По поведению самолёта в этот период впоследствии был сделан вывод, что пилоты перешли на визуальный полёт. Но в районе БПРМ стоял туман, который вообще-то не предусматривался метеорологическим прогнозом по аэропорту и информация АМСГ о нём отсутствовала у диспетчера и экипажа. Показания очевидцев на земле свидетельствуют, что видимость в тумане не превышала 500 метров, а пассажиры указывают на то, что земля при полёте в нём хорошо просматривалась. То, что вертикальная видимость в тумане была на удовлетворительном уровне, создало у экипажа иллюзию, что на самом деле это всего лишь тонкая плёнка дыма, которая не представляла опасности для посадки. Также высока вероятность, что сосредоточившись на визуальном пилотировании, пилоты отвлеклись от контроля положения самолёта по приборам.
Но между ДПРМ и БПРМ авиалайнер опустился ниже глиссады и влетел в туман. Поняв, что они могут врезаться в БПРМ, командир попытался выйти из снижения и набрать высоту, для чего взял штурвал «на себя» и перевёл двигатели во взлётный режим. Но было уже поздно. В 08:39:34 МСК, пролетая над БПРМ в 6 метрах над землёй, Як-40 врезался в 9-метровый железобетонный столб. От удара произошло разрушение силовых элементов правой плоскости крыла, а также разрушился бак-кессон. Хлынувшее из бака топливо воспламенилось, вызвав пожар. Средний двигатель сразу отключился, а авиалайнер начал входить в правый крен. Пролетев после столкновения со столбом 420 метров, самолёт с креном 40—45° врезался правой плоскостью в землю в 610 метрах от торца ВПП и в 140 метрах справа от её оси. Далее при крене 90° о землю правой стороной ударился фюзеляж. Авиалайнер развернуло вправо на 135°, при этом фюзеляж разрушился и загорелся. В катастрофе погибли 8 человек: все 3 пилота (командир, второй пилот, бортмеханик) и 5 пассажиров. Стюардесса и один пассажир получили ранения. Выжили 20 человек.

## Причины
Причиной катастрофы является полёт ниже установленной глиссады и попадание самолёта в приземный туман в районе БПРМ неожиданно для экипажа.
Происшествию способствовали грубые нарушения НПП ГА-71 и НМО ГА-73 службами метеообеспечения (отсутствие наблюдения за погодой на БПРМ с МК=15° при видимости 2000 метров и непрерывных наблюдений за видимостью и опасными явлениями погоды) и управления движением самолётов (выключение радиотехнических средств посадки до посадки ВС и отсутствие информирования об этом экипажа), а также нерешительные действия командира корабля по уходу на второй круг в создавшихся условиях.
— 